# Lach (Schlüsselfeld)
Lach ist ein Gemeindeteil der Stadt Schlüsselfeld im Landkreis Bamberg (Oberfranken, Bayern). Lach liegt in der Gemarkung Elsendorf.

## Geografie
Das Dorf liegt an der Reichen Ebrach und dem Altbach, der ein Seitenarm der Reichen Ebrach ist, und ist unmittelbar von Acker- und Grünland umgeben. Eine Gemeindeverbindungsstraße verläuft zur Staatsstraße 2260 bei Güntersdorf (500 Meter nördlich) bzw. nach Elsendorf zur Kreisstraße BA 50 (1,6 Kilometer westlich). Eine weitere Gemeindeverbindungsstraße verläuft nach Wachenroth (2 Kilometer östlich).

## Geschichte
Der Ort wurde 1017 als „Lacheha in pago Jffingouve“ erstmals urkundlich erwähnt. Der Ortsname leitet sich von einem gleichlautenden Flurnamen ab dessen Bedeutung stehendes Wasser ist.
Gegen Ende des 18. Jahrhunderts gab es in Lach 12 Anwesen. Das Hochgericht übte das bambergische Centamt Wachenroth aus. Die Dorf- und Gemeindeherrschaft hatte das Kastenamt Wachenroth. Grundherren waren das bambergische Kastenamt Höchstadt (1 Sölde) und das Spital Anna zu Höchstadt (9 Höfe, 1 Hofgut, 1 Hirtenhaus). 1801 gab 10 Untertansfamilien, von denen 9 dem Spital Anna und 1 dem Kastenamt Höchstadt unterstanden.
Im Rahmen des Gemeindeedikts wurde Lach dem 1808 gebildeten Steuerdistrikt Elsendorf und der im selben Jahr gebildeten Ruralgemeinde Elsendorf zugewiesen.
Am 1. Mai 1978 wurde Lach im Zuge der Gebietsreform in die Stadt Schlüsselfeld eingegliedert.

### Baudenkmal
- Haus Nr. 15: Katholische Kapelle St. Marien

### Einwohnerentwicklung
| Jahr      | 001819 | 001861 | 001871 | 001885 | 001900 | 001925 | 001950 | 001961 | 001970 | 001987 | 002019 | 002022 |
| Einwohner | 73 *   | 73     | 74     | 77     | 65     | 96     | 96     | 74     | 74     | 60     | 63     | 59     |
| Häuser    |        |        |        | 14     | 16     | 14     | 14     | 14     |        | 14     |        |        |
| Quelle    | [ 11 ] | [ 12 ] | [ 13 ] | [ 14 ] | [ 15 ] | [ 16 ] | [ 17 ] | [ 18 ] | [ 19 ] | [ 20 ] |        | [ 1 ]  |

## Religion
Der Ort ist römisch-katholisch geprägt und war ursprünglich nach St. Johannes Baptista (Schlüsselfeld) gepfarrt, seit Mitte des 20. Jahrhunderts ist die Pfarrkuratie St. Laurentius (Elsendorf) zuständig. Die Einwohner evangelisch-lutherischer Konfession sind in die Schlosskirche (Weingartsgreuth) gepfarrt.